# Will (nome)
Will  è un nome proprio di persona inglese maschile.

## Varianti
- Maschili: Wil[1], Bill[1]
  - Alterati: Willy[1], Willie[1], Billy[1], Billie[1]
- Femminili: Willa[1], Billie[2]

### Varianti in altre lingue
- Croato: Vilko[1]
- Esperanto: Vilĉjo[1]
- Finlandese: Vilho[1], Viljo[1], Ville[1]
- Gallese: Gwil[1]
- Lettone: Vilis[1]
- Medio inglese: Wilkin[1], Wilky[1], Wilmot[1]
- Olandese: Wil[1], Willy[3]
  - Femminili: Willy[3]
- Sloveno: Vili[1], Vilko[1]
- Svedese: Ville[1]
- Tedesco: Willi[1], Willy[1]
- Ungherese: Vili[1]

## Origine e diffusione
Si tratta di nome che, nelle sue diverse varianti, è presente in varie lingue, nelle quali costituisce un'abbreviazione della rispettiva forma di Guglielmo (William, Willem, Wilhelm e via dicendo), ridotto alla prima parte del nome (quella che deriva dall'elemento germanico wil, vilja, "volontà").
La forma Bill cominciò ad essere usata nel XIX secolo; il cambio della consonante iniziale non ha una spiegazione certa, anche se potrebbe riflettere una vecchia pronuncia irlandese del nome.
Va notato che dei nomi germanici basati sul solo elemento wil, non correlati ai nomi moderni, erano già in uso anticamente, e sono attestati nelle forme maschili Wilia, Willo, Wilo e Villo e nelle femminili Wilia, Wila, Wille, Guila e Willa, quest'ultima portata da alcune figure della storia d'Italia, fra cui Willa III che ne fu regina come consorte di Berengario II.

## Onomastico
L'onomastico si può festeggiare in concomitanza con quello del nome Guglielmo. La forma femminile Willa è stata inoltre portata da una santa, suora a Nonnberg e poi anacoreta, ricordata il 15 ottobre.

## Persone
- Will Arnett, attore canadese

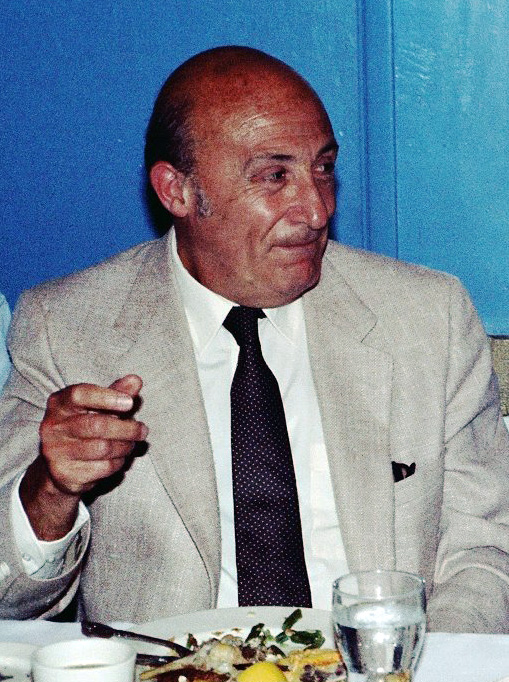
Will Eisner

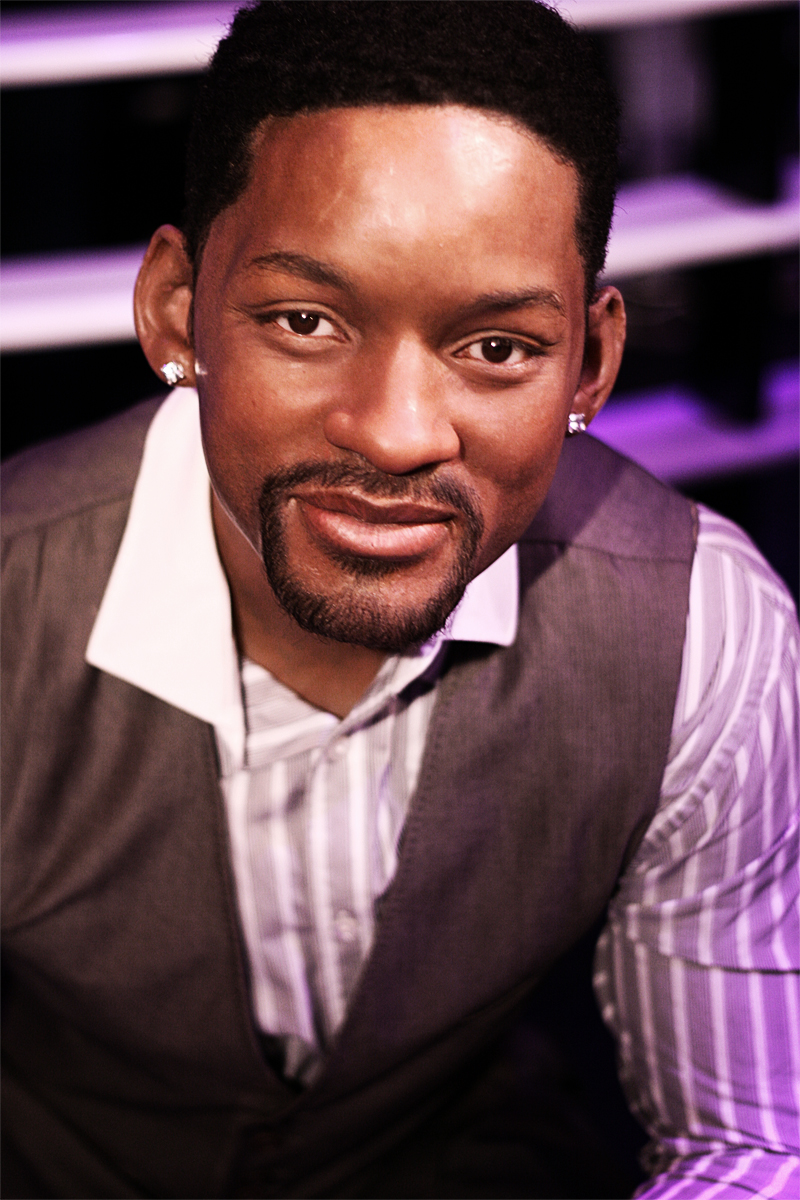
Will Smith

- Will Blackmon, giocatore di football americano statunitense
- Will Brandenburg, sciatore alpino statunitense
- Will Bratt, pilota automobilistico britannico
- Will Carling, rugbista a 15 e commentatore sportivo britannico
- Will Champion, batterista britannico
- Will Danin, attore tedesco
- Will Durant, filosofo, saggista e storico statunitense
- Will Eisner, fumettista statunitense
- Will Ferrell, attore, comico e produttore cinematografico statunitense
- Will Forte, attore, doppiatore e sceneggiatore statunitense
- Will Geer, attore statunitense
- Will Lee, bassista statunitense
- Will Oldham, cantautore statunitense
- Will Patton, attore statunitense
- Will Poulter, attore britannico
- Will Rogers, attore, comico e giornalista statunitense
- Will Sasso, attore, comico, conduttore televisivo e imitatore di cinema e televisione canadese
- Will Self, scrittore e giornalista britannico
- Will Smith, attore, rapper, comico e produttore cinematografico statunitense
- Will Wright, autore di videogiochi e informatico statunitense
- Will Young, cantante e attore britannico

### Variante Willy
- Willy Alberti, cantante olandese

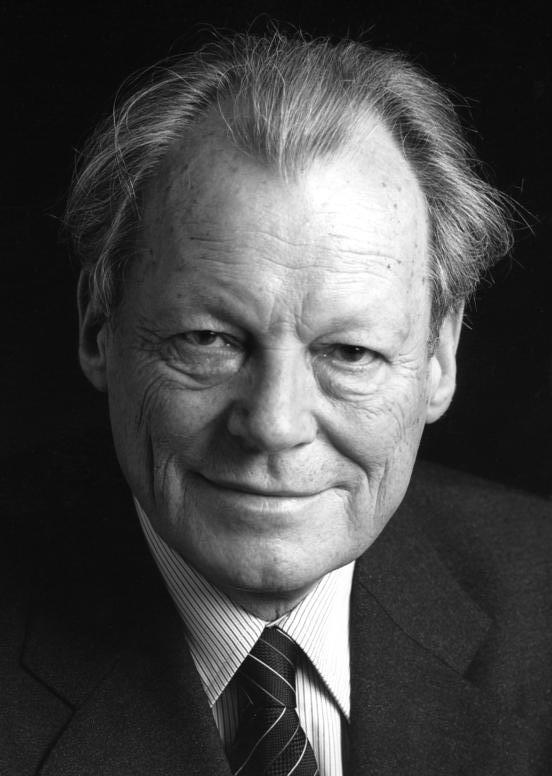
Willy Brandt

- Willy Aubameyang, calciatore francese naturalizzato gabonese
- Willy Bogner, imprenditore, regista cinematografico, dirigente sportivo e sciatore alpino tedesco
- Willy Brandt, politico tedesco
- Willy De Clercq, politico belga
- Willy DeVille, musicista e cantautore statunitense
- Willy Fritsch, attore tedesco
- Willy Kyrklund, scrittore svedese
- Willy Messerschmitt, progettista, imprenditore e ingegnere tedesco
- Willy Puchner, fotografo, artista, disegnatore e autore austriaco
- Willy Sagnol, calciatore francese
- Willy Teirlinck, ciclista su strada belga

### Variante Willie

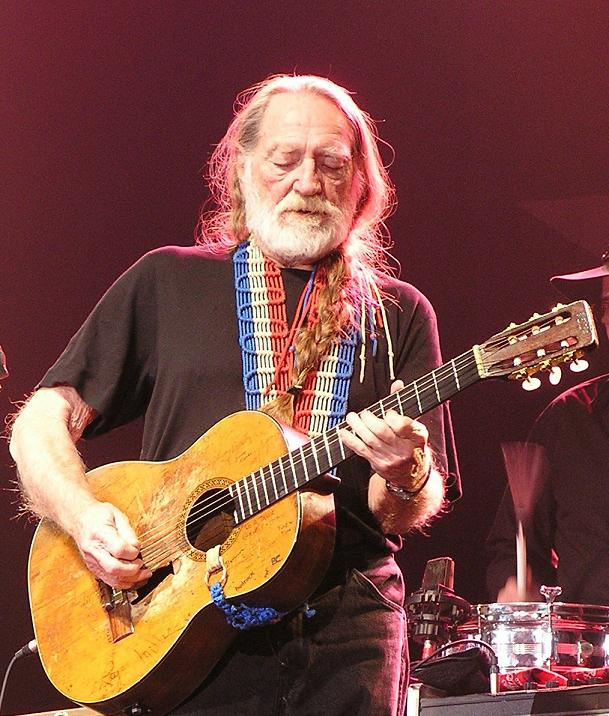
Willie Nelson

- Willie Aames, attore, regista e produttore televisivo statunitense
- Willie Dixon, contrabbassista statunitense
- Willie Francis, giovane statunitense noto per essere stato il primo condannato a morte a sopravvivere alla sedia elettrica
- Willie Garson, attore statunitense
- Willie John McBride, rugbista a 15 britannico
- Willie Nelson, cantautore, chitarrista e attore statunitense
- Willie Park Sr., golfista scozzese
- Willie Sojourner, cestista statunitense
- Willie Watson, allenatore di calcio, calciatore e crickettista britannico
- Willie Wilde, scrittore e critico letterario irlandese

### Variante Willi

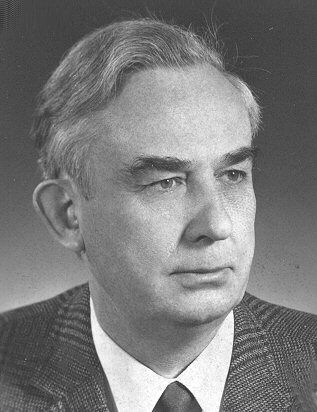
Willi Hennig

- Willi Apel, musicologo, matematico e filosofo tedesco naturalizzato statunitense
- Willi Baumeister, pittore e tipografo tedesco
- Willi Boskovsky, violinista e direttore d'orchestra austriaco
- Willi Bredel, scrittore tedesco
- Willi Forst, regista, attore e cantante austriaco
- Willi Graf, attivista tedesco
- Willi Hennig, biologo, entomologo e zoologo tedesco
- Willi Münzenberg, politico tedesco

### Variante Ville

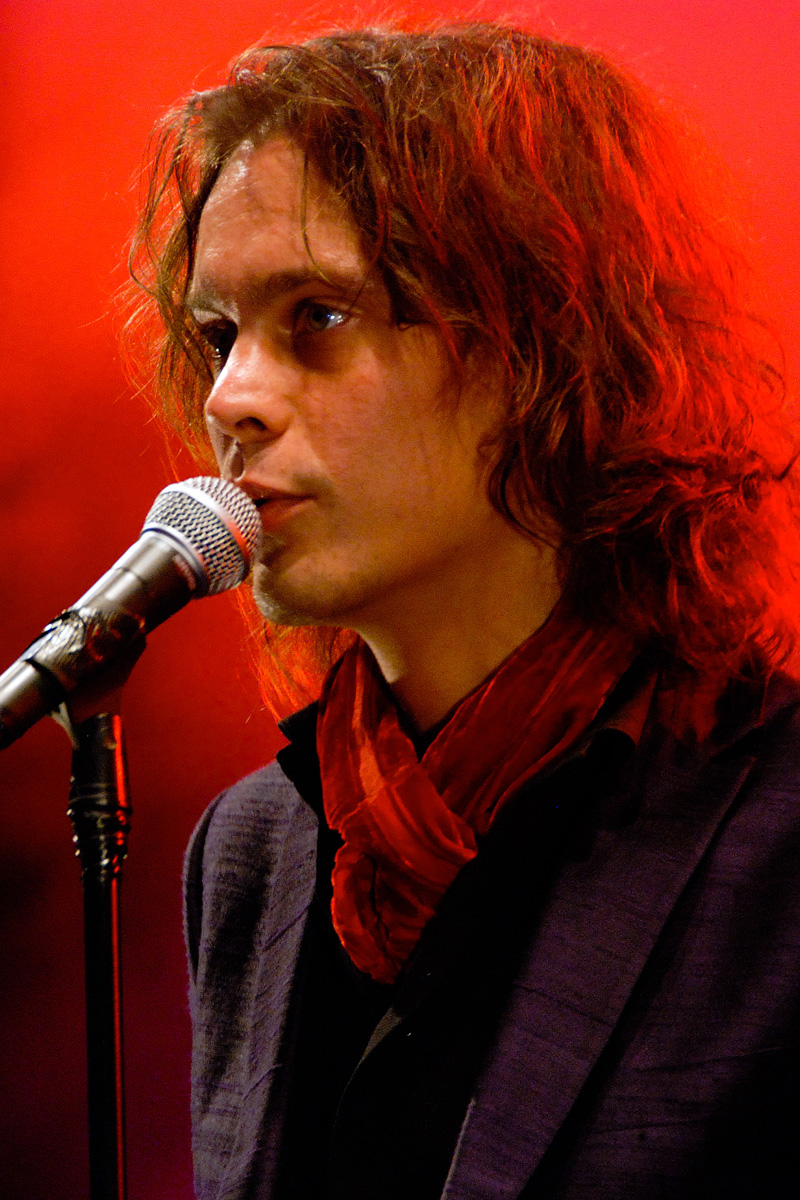
Ville Valo

- Ville Larinto, saltatore con gli sci finlandese
- Ville Lehtinen, calciatore finlandese
- Ville Nousiainen, fondista finlandese
- Ville Ritola, atleta finlandese
- Ville Tiisanoja, atleta finlandese
- Ville Vallgren, scultore finlandese
- Ville Valo, cantante finlandese

### Variante Bill

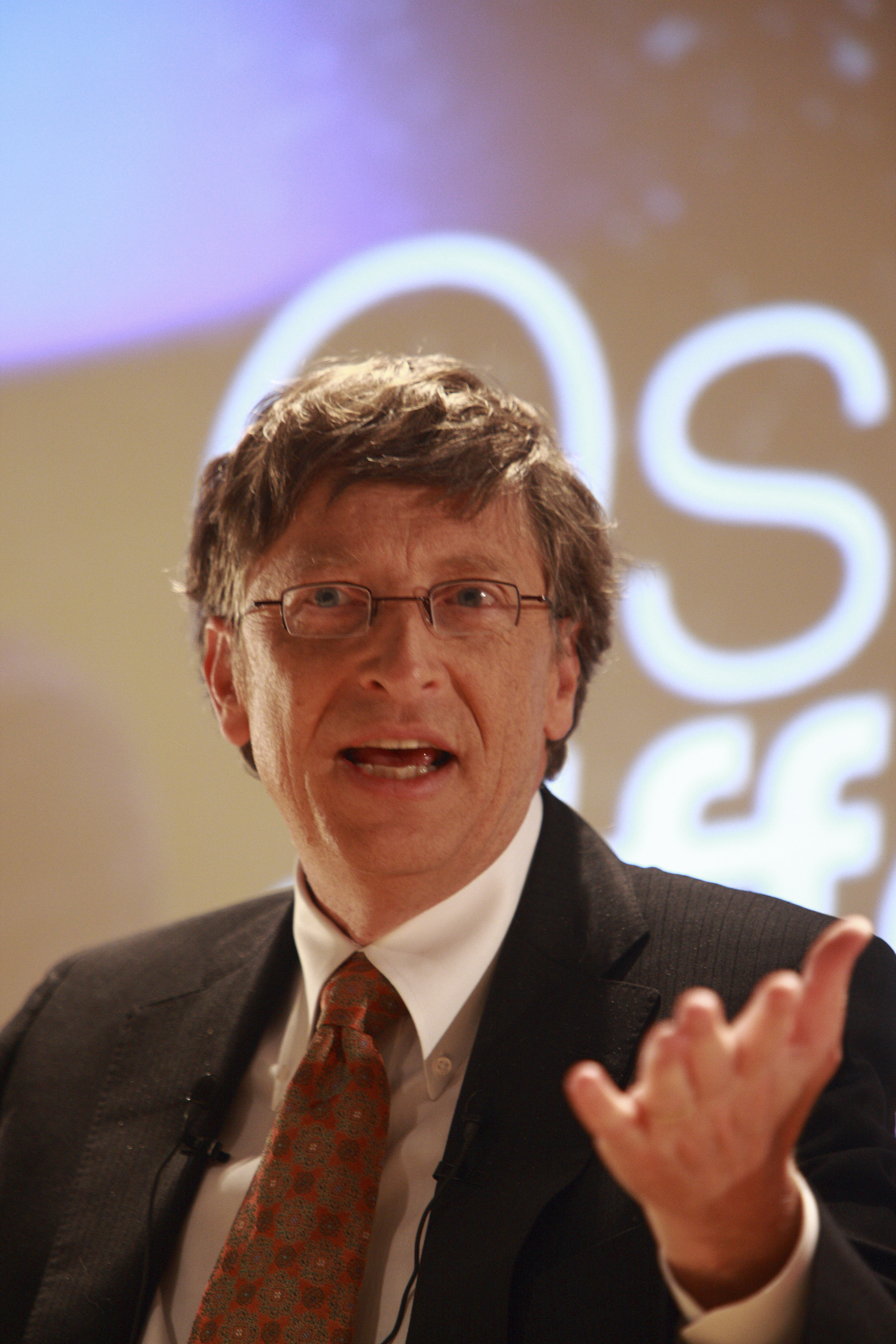
Bill Gates

- Bill Clinton, politico statunitense
- Bill Cosby, attore, comico e cantante statunitense
- Bill de Blasio, politico statunitense
- Bill Evans, pianista e compositore statunitense
- Bill Gates, imprenditore, programmatore e informatico statunitense
- Bill Hicks, comico statunitense
- Bill Kaulitz, cantante tedesco
- Bill Murray, attore e comico statunitense

### Variante Billy

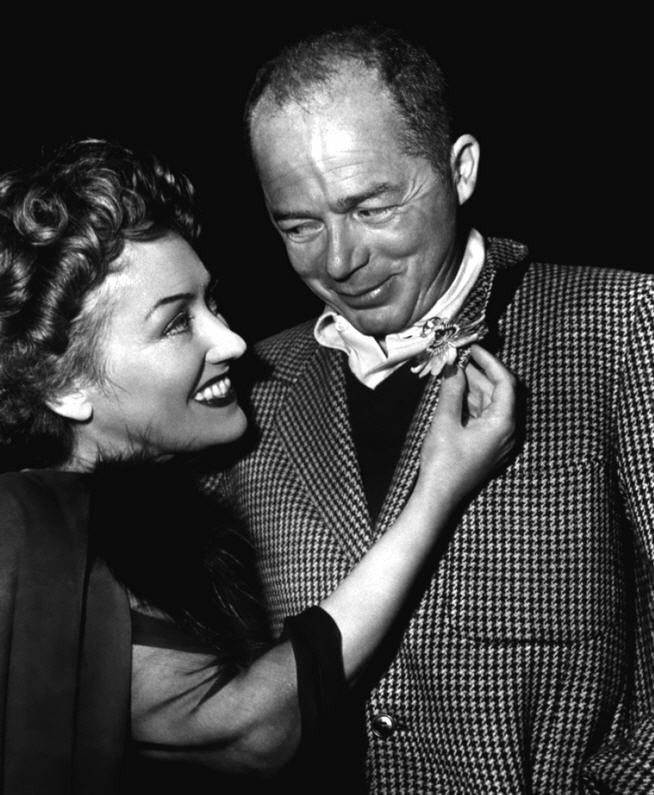
Billy Wilder

- Billy the Kid, criminale statunitense
- Billy Ray Cyrus, cantante e attore statunitense
- Billy Idol, cantante britannico
- Billy Joel, cantante, pianista e compositore statunitense
- Billy More, cantante italiano
- Billy Preston, musicista e cantante statunitense
- Billy Bob Thornton, attore, sceneggiatore, regista e musicista statunitense
- Billy Wilder, regista, sceneggiatore e produttore cinematografico austriaco naturalizzato statunitense
- Billy Zane, attore e regista statunitense

- Billy Corgan, cantante e chitarrista statunitense

### Altre varianti maschili

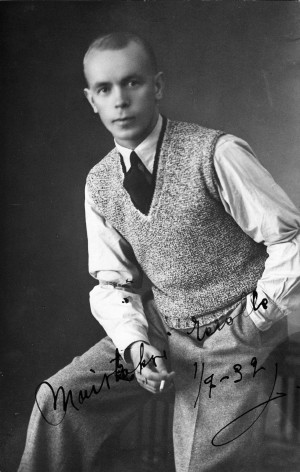
Viljo Vesterinen

- Billie Joe Armstrong, cantautore, chitarrista e polistrumentista statunitense
- Vilko Begić, militare croato
- Viljo Lietola, calciatore finlandese
- Vilis Olavs, politico lettone
- Vilho Setälä, giornalista, fotografo, scienziato e scrittore finlandese
- Billie Thomas, attore statunitense
- Vilho Tuulos, atleta finlandese
- Vilho Väisälä, meteorologo, fisico ed esperantista finlandese
- Viljo Vesterinen, fisarmonicista e compositore finlandese

### Variante femminile Willa

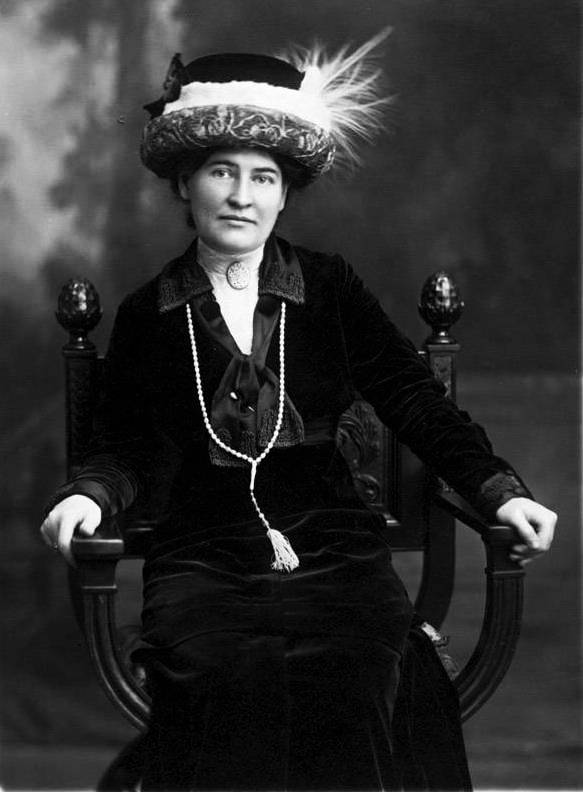
Willa Cather

- Willa III d'Arles, marchesa consorte d'Ivrea e regina consorte d'Italia
- Willa II di Borgogna, contessa di Avignone e di Arles e marchesa di Toscana
- Willa di Provenza, regina consorte di Borgogna Trangiurana e contessa di Vienne
- Willa di Tuscia, nobile italiana
- Willa di Ugo, figlia di Ugo II di Toscana
- Willa Cather, scrittrice statunitense
- Willa Ford, cantante statunitense
- Willa Holland, modella e attrice statunitense

### Variante femminile Billie
- Billie Bird, attrice statunitense
- Billie Burke, attrice statunitense
- Billie Dove, attrice statunitense

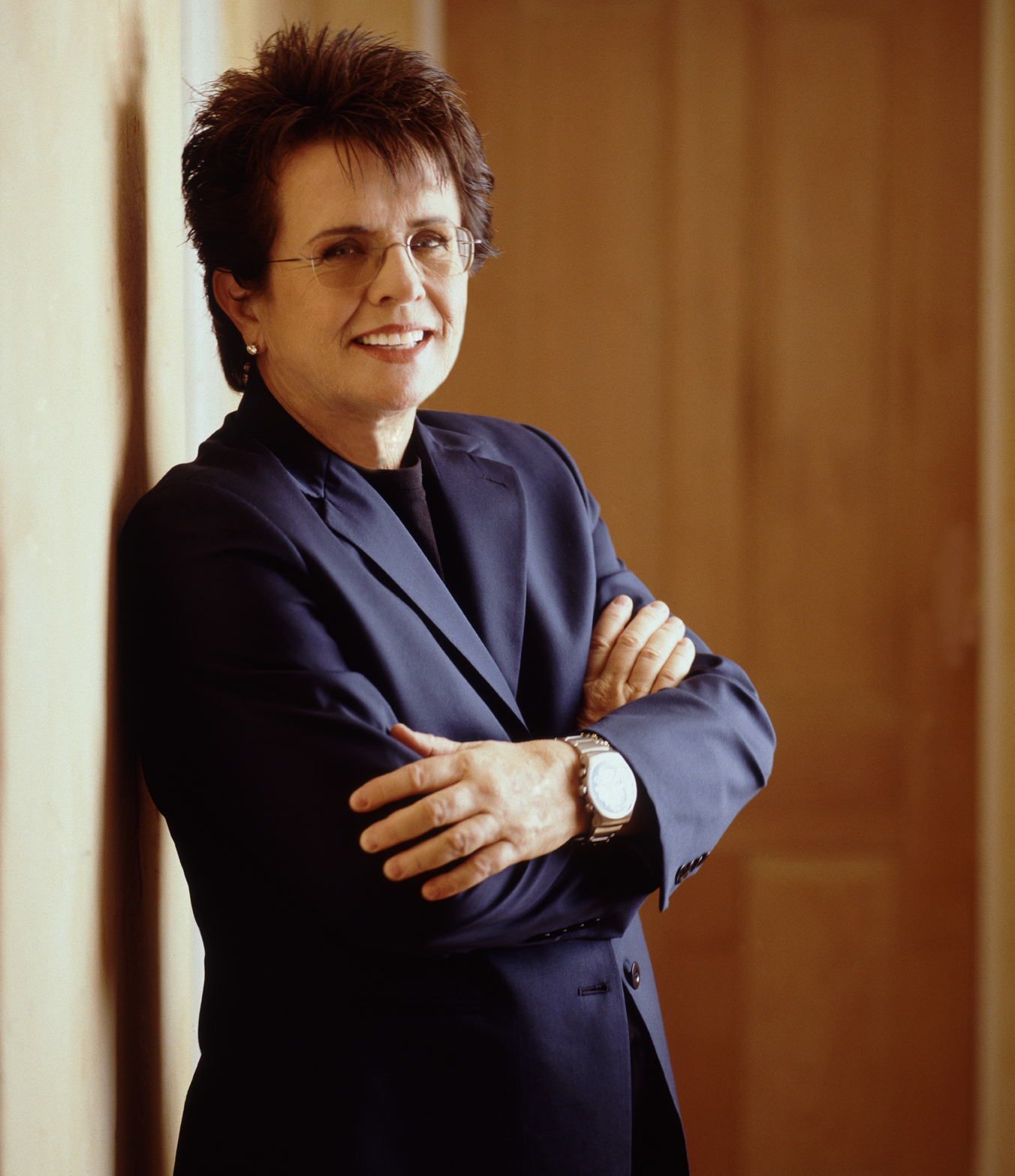
Billie Jean King

- Billie Eilish, cantante statunitense
- Billie Holiday, cantante statunitense
- Billie Jean King, tennista statunitense
- Billie Moore, allenatrice di pallacanestro statunitense
- Billie Myers, cantautrice britannica
- Billie Piper, attrice e cantante britannica
- Billie Ray Martin, cantautrice tedesca
- Billie Rhodes, attrice e produttrice cinematografica statunitense
- Billie Whitelaw, attrice britannica
- Billie Yorke, tennista britannica

### Altre varianti femminili
- Willeke Alberti, cantante e attrice olandese
- Willie Christine King, scrittrice statunitense
- Willeke van Ammelrooy, attrice e regista olandese

## Il nome nelle arti
- Willie è un personaggio della serie animata I Simpson.
- Willy Cicci è un personaggio dei film Il padrino e Il padrino - Parte II.
- Billy Elliot è un personaggio dell'omonimo film del 2000 diretto da Stephen Daldry.
- Will Graham è un personaggio del romanzo di Thomas Harris Il delitto della terza luna, e delle opere da esso tratte.
- William "Will" Herondale è un personaggio dei romanzi della trilogia di Shadowhunters - Le origini, scritti da Cassandra Clare.
- Will Hunting è un personaggio del film Will Hunting - Genio ribelle.
- Billie Jenkins è un personaggio della serie televisiva Streghe.
- Will Parry è un personaggio dei romanzi della serie Queste oscure materie, scritta da Philip Pullman.
- Will Piper è un personaggio dei romanzi di Glenn Cooper La biblioteca dei morti, Il libro delle anime e I custodi della biblioteca.
- Will Schuester è un personaggio della serie televisiva Glee.
- Will Truman è un personaggio della serie televisiva Will & Grace.
- Will Turner è un personaggio della serie di film Pirati dei Caraibi.
- Willy Wonka è un personaggio del romanzo di Roald Dahl La fabbrica di cioccolato, e delle opere da esso tratte.
- Bill è un personaggio della serie Pokémon
- Billy Miller è un personaggio dell'anime Inazuma Eleven Ares.